# Il lottatore

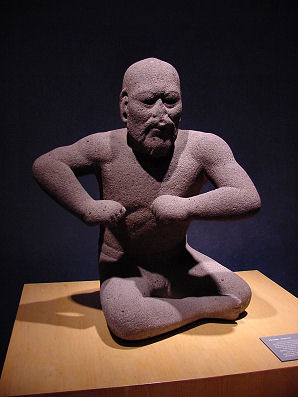
Il lottatore è una statuetta di basalto olmeca, probabilmente un ritratto di persona.

Il lottatore è un'antica statuetta di basalto che è una delle più importanti sculture della cultura olmeca. La figura quasi a grandezza naturale è stata lodata non solo per il suo realismo e senso di energia, ma anche per le sue qualità estetiche. Dal 1964, la scultura fa parte della collezione del Museo nazionale di antropologia a Città del Messico.
Questa statuetta mesoamericana alta 66 cm fu scoperta nel 1933 da un agricoltore ad Arroyo Sonso, nello stato messicano di Veracruz, vicino al Río Uxpanapa e non lontano dalla sua confluenza con il Río Coatzacoalcos, un'area ora nota come Antonio Plaza.
Si considera improbabile che questa scultura, nota formalmente anche come Monumento 1 di Antonio Plaza nonché come El Luchador Olmeca (spagnolo, "Il lottatore olmeco"), rappresenti effettivamente un lottatore.

## Descrizione
La statuetta mostra una figura maschile seduta. Le gambe sono delicate e piuttosto corte, con la gamba destra piegata davanti al corpo e la sinistra ripiegata all'indietro, quasi sotto il corpo. Le braccia sono sollevate e, similmente alle gambe, piegate e asimmetriche. Entrambe le mani sono chiuse. In una posizione insolita per l'arte olmeca, le spalle non sono situate direttamente sopra i fianchi, ma leggermente ruotate a destra, dando alla scultura un senso di movimento che è accentuato dai muscoli ben definiti e dal posizionamento dinamico delle braccia.
La testa è calva, ma le manca la deformazione cranica altamente stilizzata che si trova in molte statuine olmeche o nei busti di legno di El Manatí. La figura porta dei baffi e un pizzetto, caratteristiche relativamente rare nella scultura olmeca che appaiono solo su pochi rilievi come il Monumento 3 di La Venta.
La figura indossa solo un perizoma leggermente definito, portando alla supposizione che la statuetta fosse vestita originariamente con abiti rituali che si sono consumati con il passare del tempo.
Questa scultura è completamente tridimensionale e si presume che fosse destinata ad essere vista da tutti i lati: la veduta posteriore mostra scapole accuratamente scolpite e una lieve protuberanza realistica che è visibile sopra la cintura ai fianchi. Mary Ellen Miller trova che "la lunga diagonale della linea della schiena e delle spalle della figura è bella e imponente quanto la veduta frontale". La figura chiaramente ha più libertà di movimento di altre sculture olmeche tridimensionali (per esempio, del Monumento 1 di San Martín Pajapan), che sono frequentemente squadrate e apparentemente "confinate" dal mezzo nel quale sono scolpite.

## Soggetto e datazione

Il Lottatore fu scoperto nel 1933 ad Arroyo Sonso, quasi a metà strada tra i principali centri olmechi di San Lorenzo Tenochtitlán e La Venta, al centro dell'area nucleare olmeca.

Malgrado il suo nome, è improbabile che la figura rappresenti un lottatore e si pensa che i baffi e il pizzetto collegano il soggetto alla "gerarchia politico-religiosa". In base alle somiglianze con il dipinto di Jacques le Moyne di un rituale timucua del XVI secolo, lo storico dell'arte Roy Craven suggerisce che la figura sia quella di uno sciamano, sebbene questa proposta abbia ricevuto poca attenzione. In base alla personalità della scultura nonché al dettaglio inerente al volto, si pensa che la scultura sia un ritratto.
Essendo un'opera di pietra senza contesto archeologico, è stato difficile datare la scultura. Mentre alcuni ricercatori la considerano un'opera primitiva, datata fin dal 1200 a.C., altri la relegano a un periodo più vicino al 400 a.C., vicino alla fine della cultura olmeca. Questa datazione si basa in gran parte sulle sue differenze rispetto alle formalistiche sculture olmeche anteriori. Michael D. Coe la assegna semplicemente al periodo tra il 1500 a.C. e il 400 a.C.

## Dibattito sull'autenticità
La scultura ricade al di fuori delle norme di gran parte dell'arte olmeca conosciuta:
- La scultura non ha un'iconografia evidente, in contrasto ad esempio con il Monumento 1 di Las Limas.
- Mentre le figure olmeche sedute hanno quasi invariabilmente un'ampia base, la base di questa figura è stretta in proporzione al suo torso.
- La rotazione della parte superiore del corpo è unica tra le sculture olmeche sopravvissute, come anche un "dettaglio sensibile" come il piede, completo di arco e dita arrotondate.
- Nella loro analisi petrografica dei manufatti olmechi, Williams e Heizer osservarono che il basalto "è caratteristico e . . . nessun altro monumento da noi visto a Veracruz o Tabasco è fatto dello stesso materiale." Essi ipotizzano che "possa essere un pezzo importato . . . e la sua origine non locale è suggerita anche dal notevole realismo che è mostrato".[11]

La storica dell'arte Nancy Kelker dell'Università statale del Middle Tennessee sostiene che una vaga provenienza, la pietra atipica, l'intaglio insolito della schiena, la postura non comune, la recente pubblicazione di materiale di studio sulle giade olmeche e un pressante interesse tra i Messicani a trovare un mito per la loro origine nell'antichità suggeriscono tutti che sia una scultura moderna. In risposta a queste argomentazioni, l'archeologo Michael D. Coe e la storica dell'arte Mary Miller, entrambi dell'Università di Yale, difesero la scultura come autentica, sostenendo che la sua similarità al Monumento 34 dal sito olmeco di San Lorenzo, e il fatto che sappiamo poco dell'arte olmeca rendono probabile che questo sia un capolavoro olmeco dell'antichità. In un momento distinto Coe affermò che se Heizer riteneva che la scultura fosse un falso in base all'analisi petrografica, allora "deve esserci qualcosa di sbagliato nell'analisi petrografica!" Anche Susan Milbrath porta argomenti contro la possibilità di un falso. Milbrath sostiene che la sua scoperta nel 1933, ben prima che gli archeologi definissero la cultura olmeca o scavassero siti olmechi, preclude la falsificazione. Ella suggerisce che il Lottatore rappresenti "un aspetto poco conosciuto dell'arte monumentale olmeca".

## Apprezzamenti
I superlativi abbondano nelle descrizioni di questa scultura sia da parte degli archeologi sia degli storici dell'arte. Richard Diehl dice che è la "più spettacolare" scultura tridimensionale olmeca, mentre Hugh Honour la ritiene "la più raffinata di tutte le sculture olmeche". Per Ignacio Bernal è "una delle più grandi opere d'arte olmeche", un pensiero in seguito riecheggiato da Michael D. Coe che dice che è "uno degli esempi supremi dell'arte olmeca" con una "sensibilità per il carattere individuale e per il fisico umano [che] potrebbe venire solo da un lungo studio dell'anatomia".
Confrontandolo con altri esempi di arte precolombiana, l'archeologa Mary Ellen Miller descrive il Lottatore "tra i più potenti ritratti tridimensionali del Nuovo Mondo antico".
Lo storico dell'arte George Kubler scorge pochi rivali dovunque, affermando che "il moto a spirale del corpo, la molteplicità del profilo, i muscoli tesi, e il controllo espressivo dell'opera la distinguono tra le più grandi opere di scultura di tutte le età". Nel 1996, il governo federale del Messico emise una moneta d'argento da un'oncia che recava l'immagine della scultura sul suo rovescio, una delle sei della serie dedicata alla cultura olmeca.